# Reptadeonella hystricosus
Reptadeonella hystricosus är en mossdjursart som beskrevs av Tilbrook 2006. Reptadeonella hystricosus ingår i släktet Reptadeonella och familjen Adeonidae. Inga underarter finns listade i Catalogue of Life.